# Eukoenenia angusta
Espèce
Synonymes
- Koenenia angusta Hansen, 1901

Eukoenenia angusta est une espèce de palpigrades de la famille des Eukoeneniidae.

## Distribution
Cette espèce se rencontre en Thaïlande, au Sri Lanka et en Inde.

## Liste des sous-espèces
Selon Palpigrades of the World (version 1.0) :
- Eukoenenia angusta angusta Hansen, 1901 de Thaïlande et du Sri Lanka
- Eukoenenia angusta hindua Condé, 1989 d'Inde
- Eukoenenia angusta tamula Remy, 1960 d'Inde

## Publications originales
- Hansen, 1901 : On six species of Koenenia, with remarks on the order Palpigradi. Entomologisk Tidskrift, vol. 22, p. 193–240 (texte intégral).
- Rémy, 1960 : Palpigrades de la région de Pondichéry Inde). Bulletin du Muséum national d'histoire naturelle, Paris, sér. 2, vol. 32, p. 230-234.
- Condé, 1989 : Palpigrades (Arachnida) endogés de l'Inde et de Sumatra. Revue Suisse de Zoologie, vol. 96, no 2, p. 411-424 (texte intégral).